# Рубанов, Владимир Арсентьевич
Владимир Арсентьевич Рубанов (2 июля 1944 — 7 декабря 2023) — советский и российский государственный и общественный деятель, заместитель секретаря Совета безопасности РФ в 1993—1996 годах. Действительный государственный советник Российской Федерации 1 класса. Автор методологического комплекса «База знаний Семантическая топология». Российский специалист в области теории организации и управления, автор более 150 публикаций.

## Семья
Отец — Рубанов Арсений Андреевич, 1902 года рождения, уроженец Воронежской области. В рядах Р.К.К.А. с 1926 года, участник Великой Отечественной войны. Воевал в стрелковых дивизиях на Белорусском фронте.
Звание:
-  подполковник юстиции.

Награды:
-  Орден Красной Звезды,
-  Орден Красного Знамени.

Мать — Бреева Лидия Дмитриевна, 1916 года рождения, уроженка города Борисоглебска Воронежской области. Участница Великой Отечественной войны.
Звание:
-  лейтенант административной службы.

Награды:
-  Медаль «За боевые заслуги»,
-  Орден Отечественной войны II степени.

## Биография
Рубанов Владимир Арсентьевич родился 2 июля 1944 года, в селе Первое Садовое, Аннинского района, Воронежской области. 1963—1966 годы — служба в Вооружённых силах СССР. Учился в Воронежском политехническом институте на авиационном факультете. После окончания, получив специальность «инженер — механик по самолётостроению», в 1970 году поступил инженером-конструктором на Воронежский авиационный завод.

### Профессиональная деятельность
Более 20 лет проработал в Комитете государственной безопасности СССР, службу окончил в должности Начальника Аналитического управления в 1992 году в звании полковника. В 1989 году стал помощником Министра внутренних дел СССР. В 1990—1991 гг. — заместитель председателя Государственного комитета РСФСР по общественной безопасности и взаимодействию с Министерством обороны СССР и Комитетом Государственной безопасности СССР. В Институте социально-политических исследований РАН вёл научную работу в качестве главного научного сотрудника в 1998—2000 гг. С 1999 года консультировал компании в области управления организацией. Обозреватель и автор статей в издании «Технологический прогноз» Центра технологий и информаций PwC.
Из оценок коллег:
Основная деятельность Владимира Рубанова была не публичной, но факт работы заместителем секретаря Совета безопасности РФ свидетельствует о незаурядных способностях.— Александр Валерьянович Цалко
Владимир Арсентьевич Рубанов был не просто отцом-основателем Совета по внешней и оборонной политике, одним из «могучей четвёрки», которая в самое сложное для страны время, в конце 1991 года, придумала и создала уникальное сообщество.— Фёдор Александрович Лукьянов
Владимир Арсентьевич Рубанов занимался аналитическими исследованиями в сфере государственного управления (направления: высокие технологии, информатизация, интеллектуально-кадровый потенциал ОПК), национальной и международной безопасности, а также стратегией развития научно-промышленной сферы страны.
В 1993 году назначен на должность заместителя секретаря Совета безопасности РФ. С 1996 года — Действительный государственный советник Российской Федерации 1 класса.

### Общественная деятельность
Владимир Арсентьевич с 1993 года вёл активную деятельность в Совете по внешней и оборонной политике, являлся его сооснователем и почётным членом Президиума Совета. С 1994 по 1997 год — в составе Совета по делам казачества при Президенте Российской Федерации. С 1997 года был вице-президентом Лиги содействия оборонным предприятиям. В разное время находился в составе Экспертного Совета по международным делам Совета Федерации ФС РФ, в Общественном совете при Минпромторге России.

### Научная деятельность
В. А. Рубанов — создатель «Базы знаний Семантическая топологии», соавтор программы под таким же названием. В 2022 году увидела свет трёхтомная монография «Вижу смысл» (том 1 — Метафизика смыслов; том 2 — Метаязык и исчисление смыслов; том 3 — База знаний «Семантическая топология». Атлас концептуальных моделей универсальных смыслов). Этот труд получил оценки от ряда учёных и организаций:
В.А. Рубанов создал «прецедент семантического исчисления, заставив топологию порождать или, по крайне мере, подсказывать новые смыслы.»— Захирджан Анварович Кучкаров, доктор экономических наук, кандидат технических наук, профессор, заведующий кафедрой концептуального анализа и проектирования МФТИ.
Главная заслуга автора — в практических шагах по достижению единства естественно научного и гуманитарного знания. Его подходы позволяют комплексно рассматривать новую «цифровую реальность» не только с технических, но, прежде всего, с социально-культурных позиций.— Геннадий Васильевич Осипов, Академик РАН, Директор Высшей школы современных социальных наук (факультет) МГУ им. М.В. Ломоносова, руководитель Объединённого центра социологии и экономики знаний Института социологии ФНИСЦ РАН.
«Разработчиком предлагается новый путь для решения обширного набора семантических проблем, которые в первую очередь относятся к смысловым моделям мастер-данных, а это значит — к самому главному в сфере информации…»— Из отчёта аналитического агентства Gartner, идентификатор отчёта: № G00250574.
Владимир Арсентьевич был научным руководителем компании Intelteq («Центр интеллектуальных информационных технологий» — «ЦИИТ Интелтек»), которая вошла в список компании Gartner «Свежий Вендор 2013» (англ. Gartner's Cool Vendor 2013) в области управления информацией и мастер-данными и научным руководителем АО «Оператор пространственных данных сервисов».
Состоял в членстве экспертной коллегии Фонда Сколково. Участвовал в работе Научного совета по экономическим проблемам интеллектуальной собственности Отделения общественных наук РАН.
Скончался 7 декабря 2023 года в Москве, захоронен на Троекуровском кладбище.

## Награды
Среди наград:
- Медаль «За безупречную службу» I степени (1988)
- Медаль «За безупречную службу» II степени (1983)
- Медаль «За безупречную службу» III степени (1978)
- Медаль «Защитнику свободной России» (1993)[28]
- Медаль «Двадцать лет Победы в Великой Отечественной войне 1941—1945 гг.» (1966)
- Медаль «60 лет Вооружённых Сил СССР» (1978)
- Медаль «70 лет Вооружённых Сил СССР» (1988)
- Почётный сотрудник Федерального агентства правительственной связи и информации при Президенте РФ (с 1996 года).
- Лауреат Профессиональной премии в области информационной безопасности «Серебряный кинжал» (2005)[29]

### Монографии
- Рубанов В. А. Вижу смысл. Метафизика смыслов. — Москва: ООО «Арго-Книга», 2022. — Т. 1. — 366 с. — ISBN 978-5-517-09043-0.

- Рубанов В. А. Вижу смысл. Метаязык и исчисление смыслов. — Москва: ООО «Арго-Книга», 2022. — Т. 2. — 334 с. — ISBN 978-5-517-09043-0.

- Рубанов В. А. Вижу смысл. База знаний «Семантическая топология». Атлас концептуальных моделей универсальных смыслов. — Москва: ООО «Арго-Книга», 2022. — Т. 3. — 470 с. — ISBN 978-5-517-09043-0.

- Рубанов В. А. Новые технологии // Россия и мир. Новая эпоха. 12 лет, которые могут все изменить / Под общей редакцией: Караганов С. А.. — Москва: АСТ, Русь-Олимп, 2008. — С. 214—239. — 448 с. — ISBN 978-5-17-050151-9.

- Аршинов В. И., Лукьянчук Б. С., Никольский А. Е., Рубанов В. А., Шелудяков А. В. Коммуникативные волны – II / Рецензент: Д. И. Дубовский, доктор философских наук, профессор, главный научный сотрудник Института философии РАН. — Москва: А. Ю.Алексеев, «ИИнтелл», 2019. — 178 с. — (Человек и киберфизическая реальность). — ISBN 978-5-98956-019-6.

- Мильнер Б. З., Макаров В. Л., Маевский В. И., Сильвестров С. Н., Дынкин А. А., Иванова Н. И., Клейнер Г. Б., Рубанов В. А., Кузык Б. Н. Инновационное развитие: экономика, интеллектуальные ресурсы, управление знаниями / Под общей редакцией Б. З. Мильнера. — Москва: Инфра-М, 2013. — 624 с. — (Научная мысль). — ISBN 978-5-16-003649-6.

- Рубанов В. А. Политика — это согласование интересов // Проблемы безопасности и устойчивости социально-политического развития российского общества / Сост. Н. Н. Ефимов и др. Под ред. Г. В. Осипова, В. А. Рубанова. — Москва: ИСПИ, 1994. — С. 16—24. — 149 с. — (Материалы теоретико-методологического семинара, 28 октября 1993 г.). — ISBN 5-7556-0003-1.

- Рубанов В. А. Гражданский взгляд на безопасность страны // Пульс реформ: юристы и политологи размышляют / Составитель Батурин Ю. М.. — Москва: Прогресс, 1989. — С. 316—. — 370 с. — (Перестройка: гласность, демократия, социализм).

### Основные статьи
- Когда «тирания показателей» сильнее власти. Сегодня математик Галуа и физик Энштейн не стали бы даже доцентами. https://www.ng.ru/. Независимая газета (22 апреля 2019). Дата обращения: 22 апреля 2019. Архивировано 24 апреля 2019 года.

- Аршинов В. И., Лукьянчук Б. С., Никольский А. Е., Рубанов В. А., Шелудяков А. В. Семиотика и семантика коммуникативных волн «подсознания». К актуальным вопросам структурной семиотики. Часть I // НБИКС: Наука.Технологии : журнал. — 2018. — Т. 2, № 3. — С. 17—30.

- Рубанов В. А., Шелудяков А. В. Семантическая топология: представление знаний // Информационные войны : журнал. — 2011. — № 1 (17). — ISSN 1996-4544.

- Рубанов В. А. Смысловое конструирование в облаке возможностей // PwC’ Center for Technology and Innovation Технологический прогноз : ежеквартальный журнал. — PwC, 2010. — Вып. 4. — С. 7—14. Архивировано из оригинала 6 марта 2012 года.

- Рубанов В. А. Между стандартами управления и информационной стихией // PwC’ Center for Technology and Innovation Технологический прогноз : ежеквартальный журнал. — PwC, 2010. — Вып. 3. — С. 7—14. Архивировано из оригинала 21 декабря 2010 года.

- Рубанов В. А. Нотная грамота для корпоративных симфоний // PwC’ Center for Technology and Innovation Технологический прогноз : ежеквартальный журнал. — PwC, 2010. — Вып. 2. — С. 7—16. Архивировано 5 декабря 2010 года.

- Рубанов В. А. Управленческий консалтинг: проекция мирового опыта на российскую практику // PwC’ Center for Technology and Innovation Технологический прогноз : ежеквартальный журнал. — PwC, 2010. — Вып. 1. — С. 12—17. Архивировано 14 ноября 2011 года.

- Рубанов В. А. Субъект технологической модернизации // Свободная мысль-ХХI : Теоретический и политический журнал. — 2002. — Ноябрь (№ 11 (1525)). — С. 22—27. — ISSN 0869-4435.

- Караганов С., Кобринская И., Рубанов В. А., Пушков А., Пядышев Б., Быков А. «Российская дипломатия добилась большего, чем к тому располагали внутренние возможности» // Международная жизнь : Ежемесячный журнал. — 1998. — № 11—12. — ISSN 0130-9635.

- Рубанов В. А. Безопасность и будущее России // Свободная мысль : Теоретический и политический журнал. — «Пресса», 1995. — Ноябрь (№ 10). — С. 3—11.

- Рубанов В. А. Безопасность — лозунги, теория и политическая практика // Свободная мысль : Теоретический и политический журнал. — «Правда», 1991. — Ноябрь (№ 17 (1387)). — С. 31—41.

- Рубанов В. А. От «культа секретности» — к информационной культуре // Центральный Комитет КПСС Коммунист : Теоретический и политический журнал. — Издательство ЦК КПСС «Правда», 1988. — Сентябрь (№ 13 (1329)). — С. 24—36. Архивировано 14 ноября 2011 года.

### Интервью
- Светлана Сухова. Владимир Рубанов: «Пропагандой выиграть нельзя. Доминированием в технологиях — можно» // Огонёк : журнал. — 2016. — 10 октября (№ 40). Архивировано 21 августа 2022 года.

- Артём Русакович. Владимир Рубанов: «Существует заблуждение, будто спецслужбы играют самостоятельную роль» // Газета. — 2007. — 20 декабря (№ 239). Архивировано из оригинала 3 апреля 2017 года.